# اسمال اکس
تبر کوچک یا اسمال اکس یک مجموعه فیلم گلچین بریتانیایی است که توسط استیو مک کوئین ساخته و کارگردانی شده‌است. این مجموعه شامل پنج فیلم است که داستان‌های متمایزی از زندگی مهاجران هند غربی در لندن در طی دهه‌های ۱۹۶۰ و ۱۹۷۰ را روایت می‌کند. این سریال برای اولین بار در ۱۵ نوامبر ۲۰۲۰ در بی‌بی‌سی وان در انگلستان و در ۲۰ نوامبر ۲۰۲۰ در آمازون پرایم ویدیو در سراسر جهان پخش شد. عنوان مجموعه به یک ضرب‌المثل اشاره دارد: "If you are the big tree, we are the small axe" یا «اگر شما درخت بزرگی هستید، ما تبر کوچک هستیم» که توسط باب مارلی، خواننده-ترانه‌سرا، گیتاریست، و خواننده جامائیکایی در آهنگ «تبر کوچک» محبوب شد.

## فیلم‌ها
| عنوان           | کارگردان       | نویسندگان فیلمنامه       | تاریخ انتشار انگلستان | تاریخ اکران ایالات متحده |
| --------------- | -------------- | ------------------------ | --------------------- | ------------------------ |
| مانگرو          | استیو مک کوئین | مک کوئین و آلاستر سیدونز | ۱۵ نوامبر ۲۰۲۰        | ۲۰ نوامبر ۲۰۲۰           |
| عاشقان راک      | استیو مک کوئین | مک کوئین و کورتیا نیولند | ۲۲ نوامبر ۲۰۲۰        | ۲۷ نوامبر ۲۰۲۰           |
| قرمز سفید و آبی | استیو مک کوئین | مک کوئین و کورتیا نیولند | ۲۹ نوامبر ۲۰۲۰        | ۴ دسامبر ۲۰۲۰            |
| الکس ویتل       | استیو مک کوئین | مک کوئین و آلاستر سیدونز | ۶ دسامبر ۲۰۲۰         | ۱۱ دسامبر ۲۰۲۰           |
| تحصیلات         | استیو مک کوئین | مک کوئین و آلاستر سیدونز | ۱۳ دسامبر ۲۰۲۰        | ۱۸ دسامبر ۲۰۲۰           |

## نمایش
عاشقان راک اولین بار در جهان به عنوان افتتاحیه ۵۸ مین جشنواره فیلم نیویورک در ۱۷ سپتامبر ۲۰۲۰ پخش شد. مانگرو اولین نمایش جهانی خود را در جشنواره، در ۲۵ سپتامبر، و قرمز، سفید و آبی در ۳ اکتبر به نمایش گذاشته شد. مانگرو همچنین در ۷ اکتبر ۲۰۲۰، ۶۴ امین جشنواره فیلم لندن (BFI) را افتتاح کرد. عاشقان راک در همان جشنواره در ۱۸ اکتبر به نمایش درآمد.
این سریال برای اولین بار در انگلستان از طریق BBC One در ۱۵ نوامبر ۲۰۲۰ و در ایالات متحده از طریق آمازون پرایم ویدئو در ۲۰ نوامبر ۲۰۲۰ به نمایش درآمد، هر هفته یک قسمت در هر دو سیستم منتشر می‌شد.

## بازخورد
این مجموعه با استقبال منتقدان روبرو شده‌است. سه فیلمی که بررسی شده‌اند بیش از ۹۵٪ تأیید در وب سایت بازبینی جمعی راتن تومیتوز (Rotten Tomatoes) دریافت کرده‌اند. همچنین به هر سه فیلم نمره‌ای داده شده‌است که نشانگر «تحسین جهانی» توسط متاکریتیک (Metacritic) است.
| فیلم            | رتبه بندی راتن تومیتوز        | درجه بندی متاکریتیک |
| --------------- | ----------------------------- | ------------------- |
| مانگرو          | تأیید ۹۸٪ (میانگین ۹٫۰۱ / ۱۰) | ۹۰                  |
| عاشقان راک      | تأیید ۹۷٪ (میانگین ۷۴/۸ / ۱۰) | ۹۵                  |
| قرمز سفید و آبی | تأیید ۹۵٪ (میانگین ۸٫۵ / ۱۰)  | ۸۴                  |
| الکس ویتل       |                               |                     |
| تحصیلات         |                               |                     |